# 罗卡福特和比卢马拉
罗卡福特和比卢马拉（發音：[əl ˈpɔn də βiluˈmaɾəj ˌrɔkəˈfɔɾt]），是西班牙加泰罗尼亚巴塞罗那省的一个市镇。总面积28平方公里，总人口3769人（2013年），人口密度136人/平方公里。